# Hartennes-et-Taux
 Hartennes-et-Taux  là một xã ở tỉnh Aisne, vùng Hauts-de-France thuộc miền bắc nước Pháp.